# Valmondois
Valmondois ist eine französische Gemeinde mit 1209 Einwohnern (Stand 1. Januar 2022) im Département Val-d’Oise in der Region Île-de-France; sie gehört zum Arrondissement Pontoise und zum Kanton Saint-Ouen-l’Aumône.

## Geographie
Nachbargemeinden von Valmondois sind Parmain, L’Isle-Adam, Butry-sur-Oise, Auvers-sur-Oise und Nesles-la-Vallée.
Das Gemeindegebiet gehört zum Regionalen Naturpark Vexin français.
Der Ort liegt im Tal des Flusses Sausseron, der knapp unterhalb in die Oise mündet.

## Bevölkerungsentwicklung
| Jahr      | 1962 | 1968 | 1975 | 1982 | 1990 | 1999 | 2007 |
| Einwohner | 831  | 894  | 966  | 1002 | 1095 | 1206 | 1236 |

## Sehenswürdigkeiten
Siehe auch: Liste der Monuments historiques in Valmondois
- Kirche Saint-Quentin (11./13. Jahrhundert)
- Wassermühle La Naze (1403)
- Schloss Orgivaux (19. Jahrhundert)
- Mühle Le Roy (12. Jahrhundert)

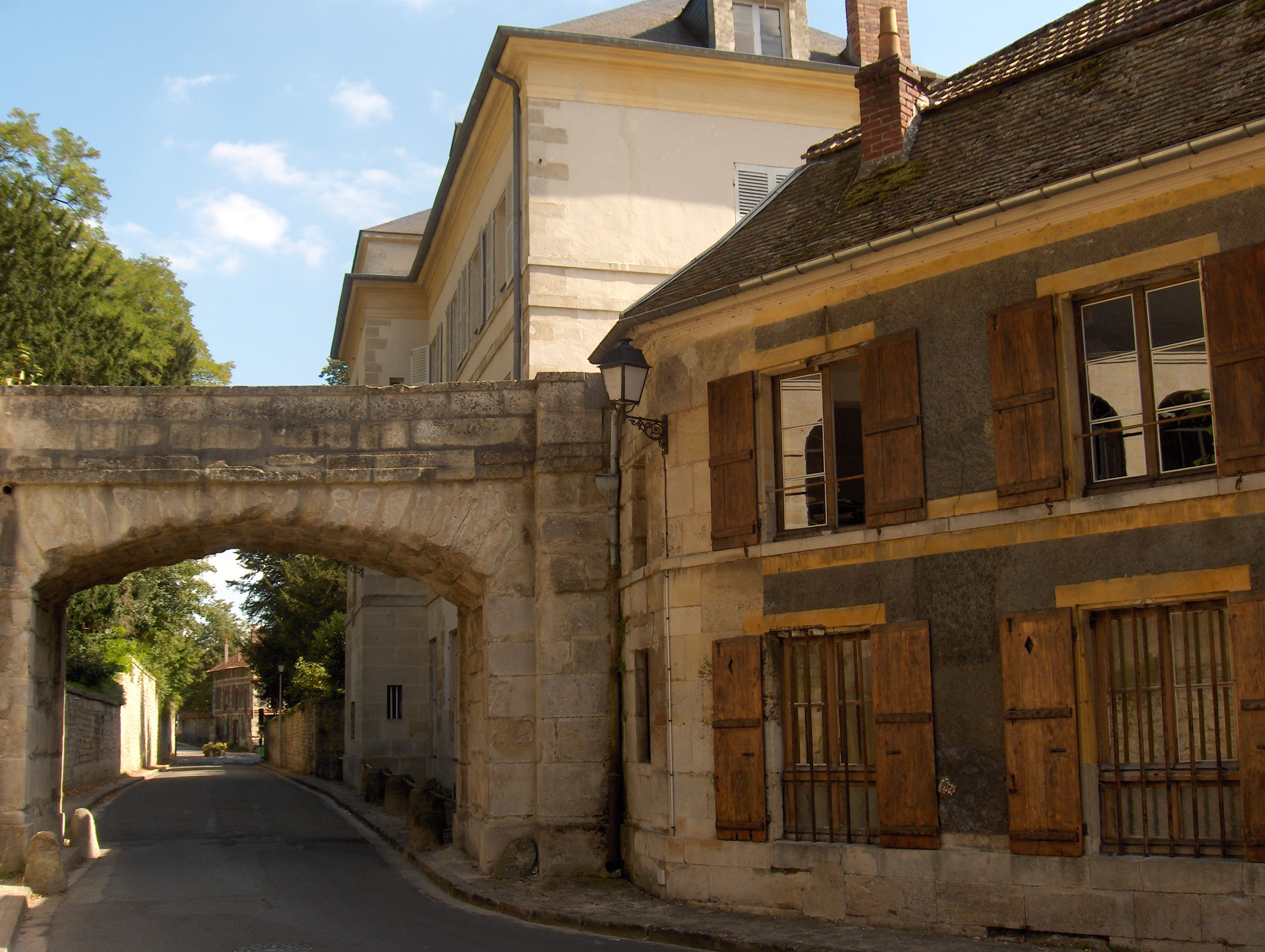
Ortseingang
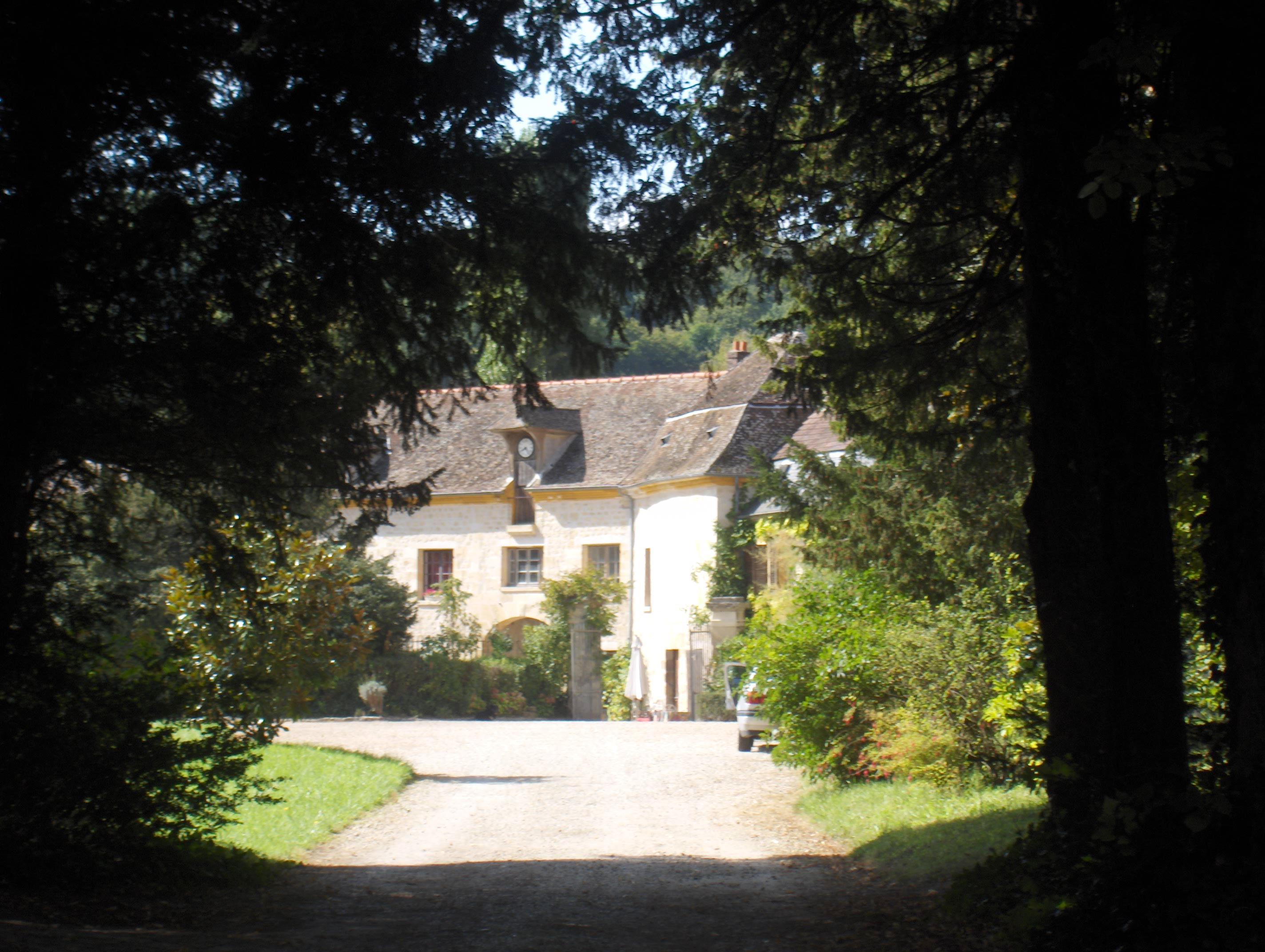
Schloss Orgivaux
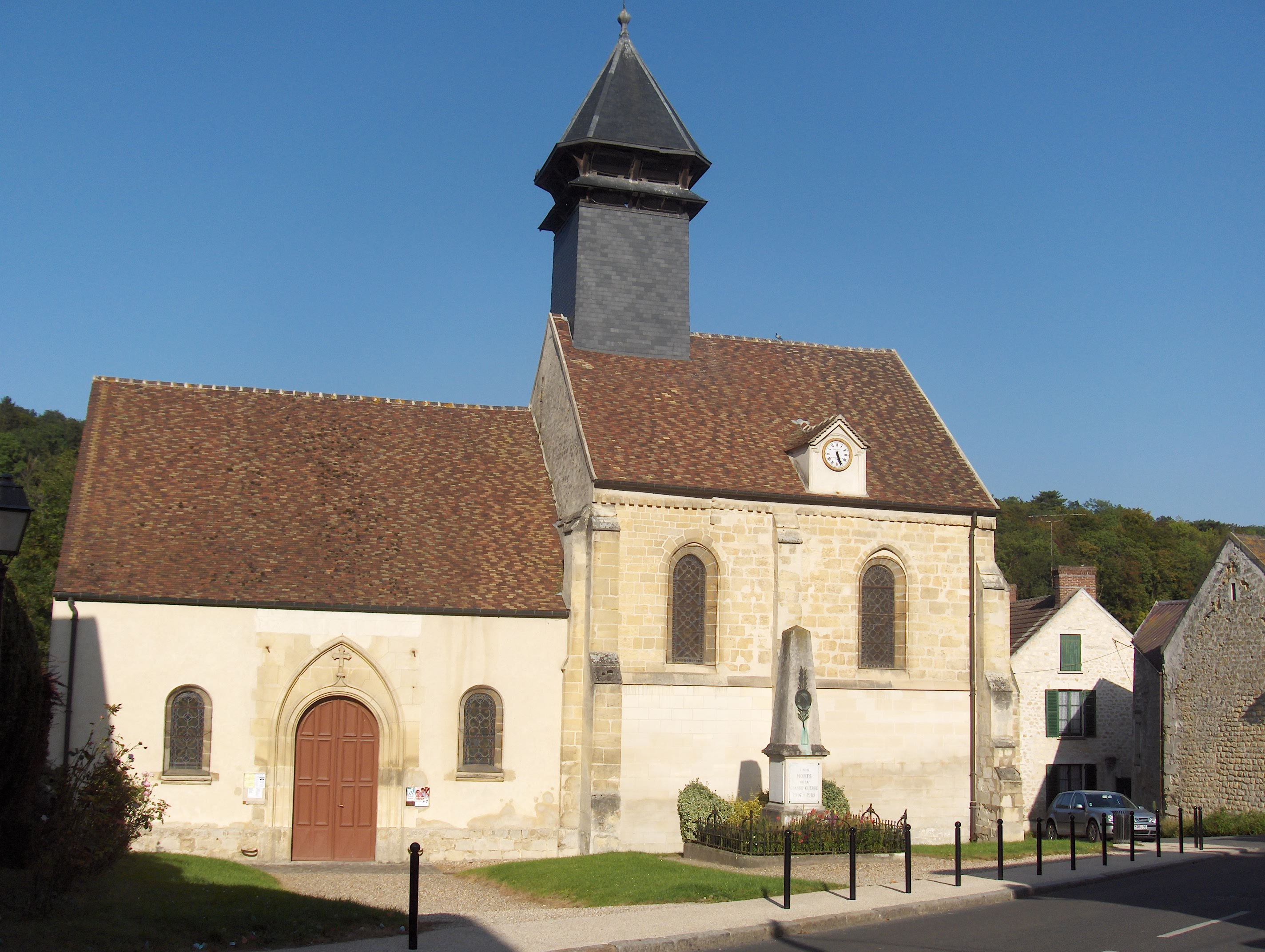
Kirche Saint-Quentin

## Persönlichkeiten
- Louis-Nicolas Bescherelle (1802–1883), Lexikograph, bestattet in Valmondois
- Gilbert Duprez (1806–1896), Sänger und Komponist, Bürgermeister von Valmondois 1853 bis 1870
- Honoré Daumier (1808–1879), starb in Valmondois
- Adolphe-Victor Geoffroy-Chaume (1816–1892), Bildhauer, starb in Valmondois
- Théophile Sylvestre (1832–1876), Schriftsteller, starb in Valmondois
- Jacques Bertillon (1851–1922), Statistiker und Demograph, starb in Valmondois
- Maurice de Vlaminck (1876–1958), Maler, lebte von 1919 bis 1925 in Valmondois
- Georges Duhamel (1884–1966), Schriftsteller, starb in Valmondois
- Georges Huisman (1889–1957), Politiker, Bürgermeister von Valmondois, starb in Valmondois
- Antoine Duhamel (1925–2014), Komponist, in Valmondois geboren
- Noëlle Lenoir (* 1948), Richterin, Politikerin, Bürgermeisterin von Valmondois